# 瓦勒德维尔韦
瓦勒德维尔韦（法語：Val de Virvée，法語發音：[val də viʁve]）是法国吉伦特省的一个市镇，属于布莱区。该市镇于2016年由原市镇欧比和埃斯佩萨斯、圣安托万和萨利尼亚克合并而成，行政中心位于欧比和埃斯佩萨斯。

## 地名
“瓦勒德维尔韦”（Val de Virvée）一名在法语中意为“维尔韦河谷”。

## 地理
瓦勒德维尔韦（45°1'12"N, 0°24'20"W）面积20.79 平方千米，位于法国新阿基坦大区吉倫特省，该省份为法国西南部沿海省份，是法國本土面积最大的省，北起滨海夏朗德省，西临大西洋，南至朗德省，东南接洛特-加龍省，东临多爾多涅省。
与瓦勒德维尔韦接壤的市镇（或旧市镇、城区）包括：戈里亚盖、珀雅尔、圣安德烈-德屈布扎克、维尔萨克、马尔萨斯、拉朗德德弗龙萨克、韦拉克、穆亚克、圣热内德弗龙萨克、马尔瑟奈、萨利尼亚克。
瓦勒德维尔韦的时区为UTC+01:00、UTC+02:00（夏令时）。

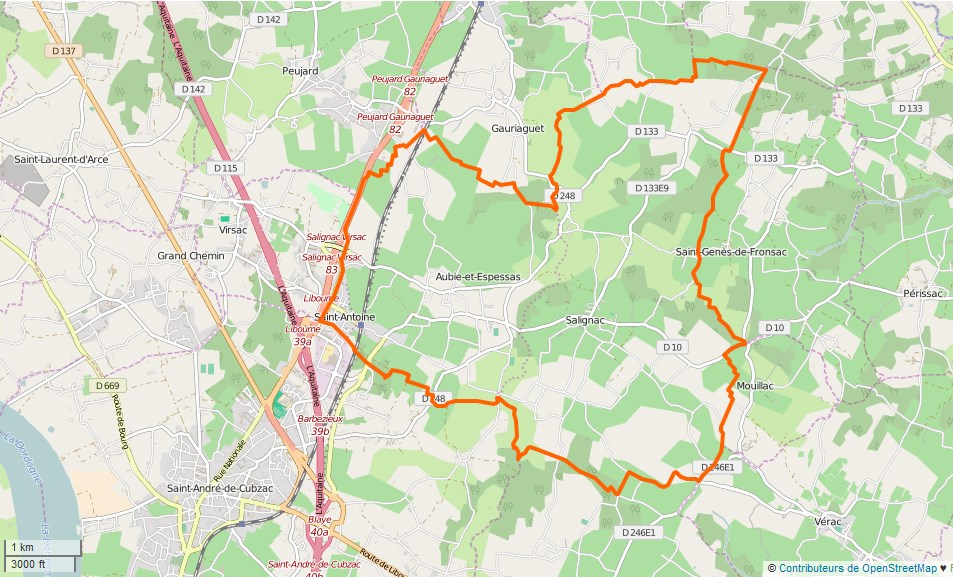
瓦勒德维尔韦的OSM定位图

## 行政
瓦勒德维尔韦的邮政编码为33240，INSEE市镇编码为33018。

## 政治
瓦勒德维尔韦所属的省级选区为北吉伦特县。

## 人口
瓦勒德维尔韦于2022年1月1日时的人口数量为3744人。